# Sanne Vermeer
Sanne Vermeer (Leeuwarden, 25 maart 1998) is een Nederlandse voormalig judoka. Ze was actief in de klasse tot 63 kg en kwam sinds 2023 uit in de klasse tot 70 kg.

## Carrière
Sanne Vermeer werd in 2015 de eerste Nederlandse wereldkampioen judo bij de cadetten (O18). Daarna volgden twee Europese titels en een wereldtitel bij de junioren.
In 2019 won Vermeer een bronzen medaille op de Europese Spelen in Minsk. Datzelfde jaar liep Vermeer een zware hamstringblessure op.  Bij haar rentree tijdens de World Masters in Doha in 2021 behaalde zij brons.
In Tel Aviv werd ze wederom 3e en ook op het EK in Lissabon wist ze de bronzen medaille te veroveren. Deze prestatie bracht haar terug in de top 10 van de wereldranglijst (8e plek). Een 3e plaats bij de GS in Kazan bracht haar naar de 7e plek op de wereldranglijst, brons op het WK in Budapest naar de 6e.